# Scaldia-Volga
 (signalé en mai 2025).
Si vous disposez d'ouvrages ou d'articles de référence ou si vous connaissez des sites web de qualité traitant du thème abordé ici, merci de compléter l'article en donnant les références utiles à sa vérifiabilité et en les liant à la section « Notes et références ».
- Archive Wikiwix
- Bing
- Cairn
- DuckDuckGo
- E. Universalis
- Gallica
- Google
- G. Books
- G. News
- G. Scholar
- Persée
- Qwant
- (zh) Baidu
- (ru) Yandex
- (wd) trouver des œuvres sur Wikidata

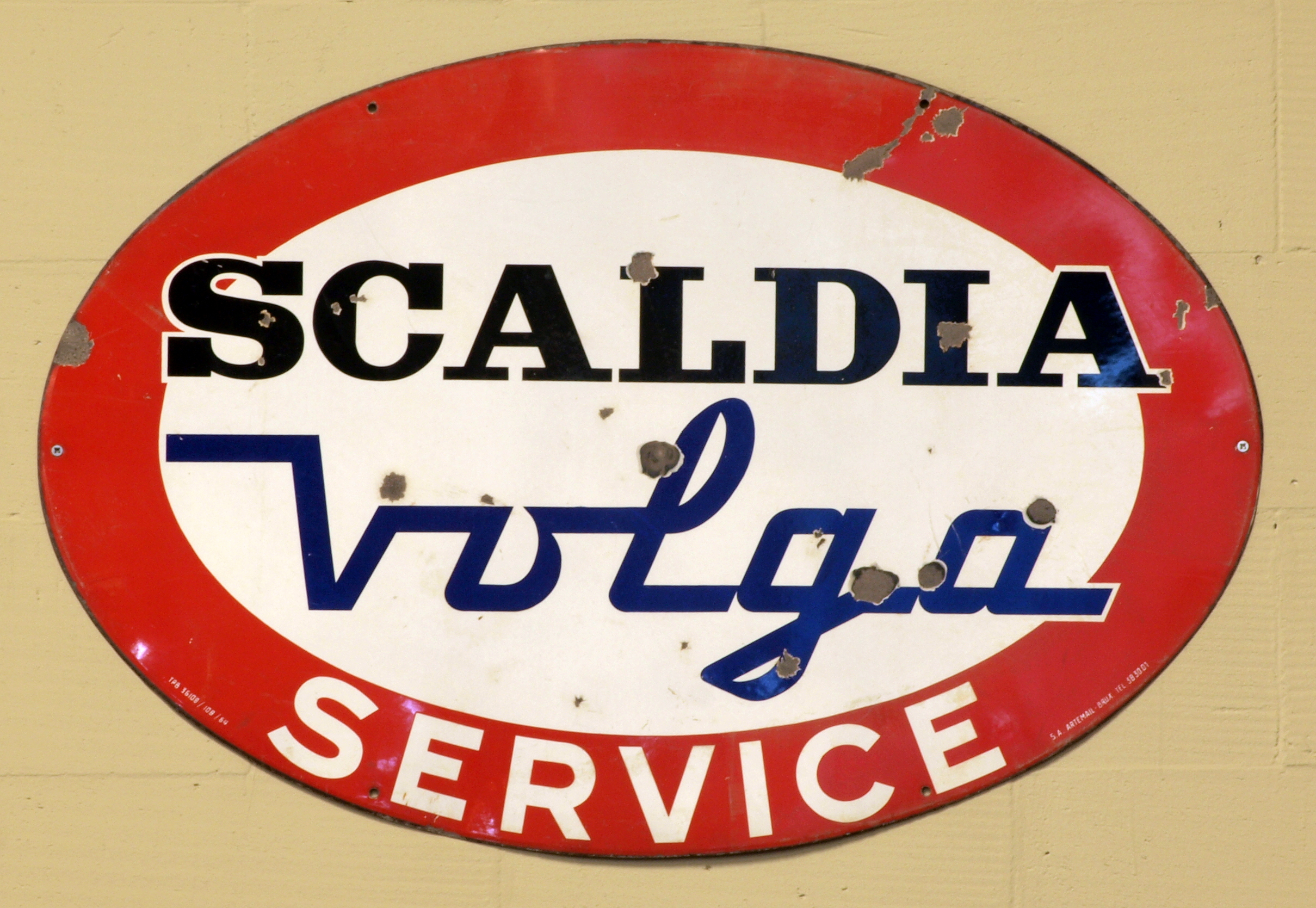
Logo

Scaldia-Volga SA est un constructeur automobile belge.
Dans les années 1960, une convention a été signée entre l'importateur belge Sobimpex SA et le constructeur automobile soviétique Moskvitsj afin d'assembler des voitures russes de marque Volga en Belgique. Une société distincte, Scaldia-Volga, a été créée, Scaldia étant un autre nom de la voiture soviétique Moskvitch, également importée. En réalité, les voitures arrivaient dans le port d'Anvers complètement montées, sans moteur et avec la boîte de vitesses dans le coffre. Originellement, le moteur diesel Perkins fut placé dans la voiture, plus tard remplacé par un moteur Rover hérité de la M21 et dans les années 1980, par le moteur Peugeot Indenor.
Aujourd'hui Scaldia-Volga est l'importateur des voitures Lada en Belgique.